# Guus Betlem
Frederik August (Guus) Betlem (Amsterdam, 9 september 1905 – Rapallo, Italië, 12 november 1977) was een Nederlandse jeugdboekenschrijver. Hij is vooral bekend onder diverse pseudoniemen: Freddy Hagers, maar ook Annet Verhagen, Betty van Sandvoort en Guus van Balkom.

## Biografie
Betlem werd geboren in Amsterdam als zoon van Frederik August Betlem en Carolina Elisabeth Hermana ter Brake. Hij verhuisde op zeer jonge leeftijd naar Gelderland en vervolgens naar Den Haag, waar hij in 1923 eindexamen deed aan de eerste Handelsschool in de De Gheynstraat. Op 14-jarige leeftijd was hij hoofdredacteur van een met de hand geschreven familietijdschrift.
Betlem trouwde in 1929 met Catharina Hofman. Het echtpaar scheidde in 1935. Betlem hertrouwde in 1936 met Dorothea Johanna Josseaud. Betlem noemde zich Guus Betlem jr., ter onderscheiding van zijn vader.

## Literaire productie
Betlem schreef voornamelijk boeken voor meisjes vanaf een jaar of tien, naast zo'n dertig jongensboeken. Zijn bekendst geworden werk is de serie Marjoleintje van het pleintje, over het dagelijks leven van een 10-jarig schoolgaand meisje genaamd Marjoleintje Bronkhorst dat in de loop van de verhalen steeds ouder wordt. Betlem schreef deze serie onder het pseudoniem Freddy Hagers. Deze reeks maakt deel uit van de Zonnebloem-serie van uitgeverij Kluitman. Het eerste deel verscheen in 1948. 
Een andere bekende serie die hij schreef onder het pseudoniem Freddy Hagers was de 'De Huishoudschool', met het meisje Kathinka in de hoofdrol. 
Betlem schreef in totaal meer dan honderd kinder- en jeugdboeken.